# Prunus gazelle-peninsulae
Prunus gazelle-peninsulae — вид квіткових рослин з родини трояндових (Rosaceae). Ареал охоплює такі країни: Індонезія (Папуа), Папуа-Нова Гвінея (архіпелаг Бісмарка).

## Середовище
Він росте в низинних та гірських лісах на висоті 0–1800 метрів над рівнем моря.

## Морфологічна характеристика
Цей вид є великим купольним деревом до 40 метрів заввишки або невеликим підкупольним деревом.

## Використання
Цей вид не є деревинною породою.